# Stojan na kola

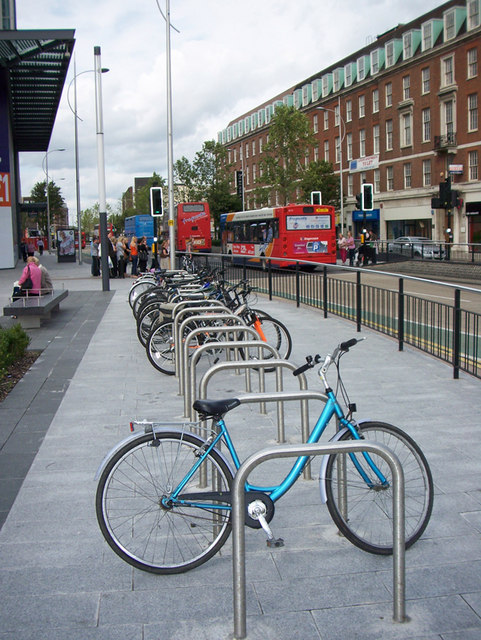
Stojany na kola v Sheffieldu

Stojan na kola nebo také cyklostojan či kolostav je zařízení na bezpečné odkládání jízdních kol. Ideálně je připevněn k zemi či jinému pevnému objektu a umožňuje bezpečné zamknutí kola. To znamená o rám. Zámek typu podkova by měl zároveň obepnout kolo, stojan i rám. Zvlášť přední i zadní.

## Typy

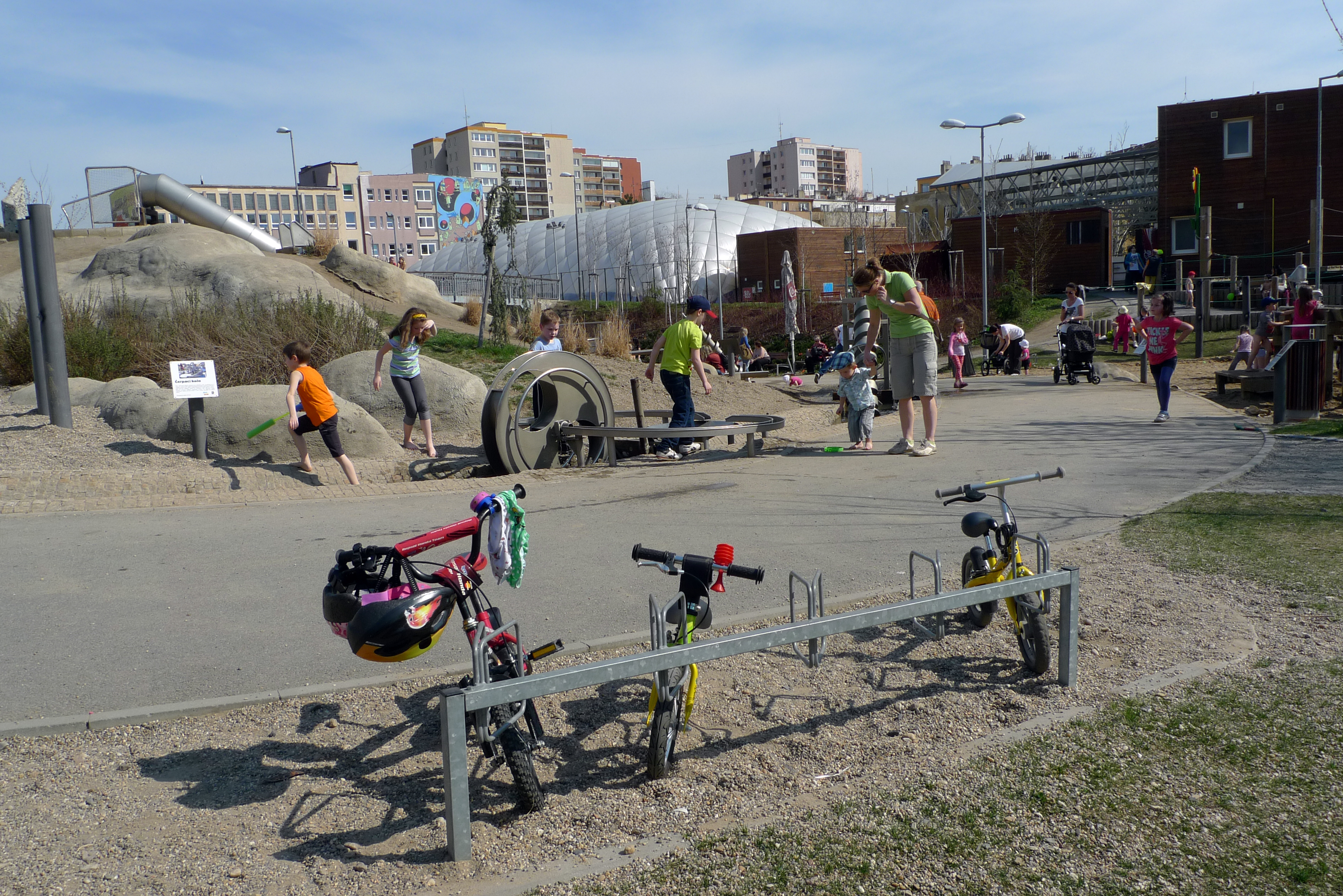
Cyklostojany v areálu Gutovka na Praze 10, u kterých se dá bicykl opřít jen předním kolem

Většina stojanů v českém prostředí nabízí jen zabezpečení předního kola. Většinou jde o kovovou, dřevěnou či betonovou konstrukci pro více kol, do které se přední kolo nasadí či zasune. Tento typ není příliš efektivní. Zloději stačí jen oddělit přední kolo od vidlice. Kola také nestojí příliš stabilně. Stačí aby okolní vlivy způsobily pád jednoho a spadne jich víc. Mnoho z těchto stojanů je pak cyklisty označováno jako "drátolam" či "lamač výpletu". Mnozí cyklisté raději přiváží své kolo k blízkému zábradlí či dopravní značce. Efektivnější jsou tedy jiné typy stojanů. Jako nejbezpečnější se jeví stojan typu obráceného U z kovu a zapuštěný do země.

## Umístění

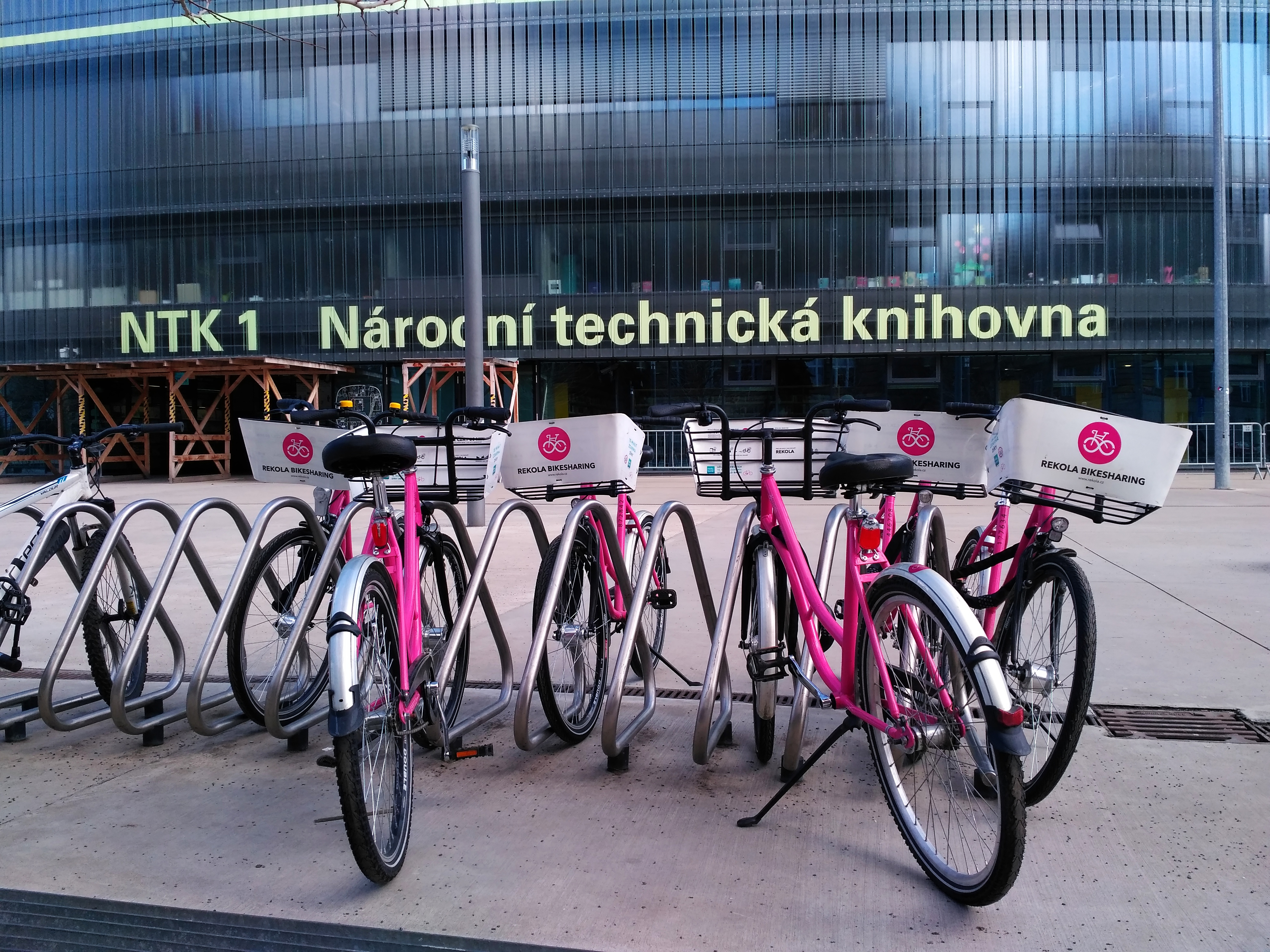
Stojan spirálovitého typu u NTK v Praze

Otázka, kde je stojan umístěn je stejně důležitá jako, jak bezpečný a použitelný je. Čím lépe umístěn, tím více bude využíván. Měly by být montovány v místech, která jsou veřejnosti hodně na očích. Vyhnout se izolovaným a skrytým místům znamená, že uživatelé budou parkování považovat za bezpečnější. Rušné místo spíše odradí zloděje. Místo kam chodí hodně lidí je zároveň častým cílem cest, tudíž spíše tady bude stojan umístěn tam, kde ho lidé potřebují. Nicméně při umístění na rušném místě je důležitý dostatek prostoru kolem. Stojan by neměl bránit pohybu pěších či vozidel. Cyklisté potřebují prostor, kudy se ke stojanu dostat bez toho, aby se proplétali mezi zaparkovanými auty či davem lidí.
Dalším důležitým faktorem jsou vlivy počasí. Pokud budou stojany používány k dlouhodobému parkování, měly by být chráněny před vlivy počasí. To zpomalí korozi stojanu a zároveň bude pro cyklisty snazší zde parkovat déle. Viditelnost stojanu, správný odstup od pěších a automobilů, chránění před vlivy počasí, blízkost k cíli, to vše jsou důležité faktory, které určují použitelnost stojanu.
Stojany mohou být postaveny z různých materiálů, které se liší trvanlivostí, odolností vůči počasí, odolností vůči vandalství, vzhledem a funkčností. Používají se ocel, nerezová ocel, dřevo, beton či recyklovaný plast.
Většina stojanů je umístěna ve veřejném prostoru, například před obchody či restauracemi. Umístění u nádraží či stanic veřejné dopravy lze nazvat jako B+R (z anglického bike and ride přijeď na kole a jeď). Existují i stojany na soukromém pozemku či v budovách, pro zaměstnance podniku či studenty škol. V zahraničních městech s rozvinutou cyklistickou dopravou se používají i konstrukce pro parkování dvou kol nad sebou či se budují speciální podzemní garáže pro kola.